# Schroeter (cratère martien)
Pour les articles homonymes, voir Schröter.
Schroeter est un cratère d'impact de 292 km de diamètre situé sur Mars dans le quadrangle de Syrtis Major par 1,9° S et 55,6° E, essentiellement situé dans le quadrangle d'Iapygia, au sud de Terra Sabaea, et débordant dans le quadrangle de Syrtis Major.
Il est nommé d'après Johann Hieronymus Schröter.